# 162

## Esdeveniments
- Abandonament del Mur d'Antoní.[1]
- Elegeia (Armènia): El rei Vologès IV de Pàrtia rebutja les tropes romanes vingudes de Capadòcia.
- Antioquia (Síria): L'emperador romà Luci Aureli Ver s'instal·la a la ciutat per dirigir la campanya contra els parts.